# Syväjärvi (sjö i Rautalampi, Norra Savolax, 62,65 N, 26,7 Ö)
Syväjärvi är en sjö i kommunen Rautalampi i landskapet Norra Savolax i Finland. Sjön ligger 96,9 meter över havet. Den är 11,5 meter djup. Arean är 65 hektar och strandlinjen är 5,48 kilometer lång. Sjön  ingår i Kymmene älvs huvudavrinningsområde.   Den ligger omkring 56 kilometer sydväst om Kuopio och omkring 290 kilometer norr om Helsingfors.  